# Kokuletovica
Kokuletovica ili Kokaletovica (tal. Cocaletto) je naselje na poluotoku Istri.
Nalazi se u Hrvatskoj, 5 km jugoistočno od Rovinja i 1 km od turističkog kampa Veštar gdje se nalazi najbliža plaža. Položaj mu je 45° 3' 57" sjeverne zemljopisne širine i 13° 41' 50" istočne zemljopisne dužine, podno brežuljka Monkodonje koje je sjeveroistočno. Naselje se ubrzano širi i ima već oko 400 žitelja.

## Administracija
Upravnom organizacijom pripada gradu Rovinju, iako nije fizički spojeno s njime. Od samog naselja Rovinja je zračno udaljen 5 km. S Rovinjem ga vezuje cestovna prometnica. Kokuletovica nije selo za sebe, nema mjesnu zajednicu i sl. pa se ni ne vodi statistički zasebno nego se stanovnici pribrajaju gradu Rovinju.

## Povijest
Kraj je naseljen od brončanog doba. Na uzvisini Monkodonji koja je s druge strane ceste, nalaze se tragovi gradinskog naselja utvrđenog jakim suhozidnim bedemima. Otkriveno je 1953. godine. Gradina je postojala od 2000. do 1200. pr. Kr. Sa zapada gradine nalazio se glavni ulaz. Sjeverna vrata vodila su od akropolskog vrha gradine ka podgrađu gdje su bili rezidencijalni prostori. Na vrhu gradine bile su tijesno postavljene veće zgrade između kojih su bili uski prolazi. Bile su okružene trijemovima, a u njima je stanovao vladajući sloj stanovništva.
Gradinsko naselje Monkodonja je zaštićeno kulturno dobro Republike Hrvatske. Tijekom 2004. godine nastavljeno je sustavno arheološko iskopavanje, istraživanje, konzervacija djelomična rekonstrukcija.
Svibnja 2009. uz istočni ulaz u naselje sagrađeno je sredstvima iz proračuna Grada Rovinja boćalište, prvi športski objekt u Kokuletovici i najavljeno je osnivanje kluba. U drugoj polovici 2012. godine pokrenuti su radovi kojima je Kokuletovica spojena na komunalnu infrastrukturu grada Rovinja. Kanalizacijski kolektor dug 1350 metara dijelom do priključka kanalizacije za Veštar ide poljskim putem, a potom od autokampa Veštar do Kokuletovice cestom.

## Gospodarstvo
Turizam i ugostiteljstvo. Kokuletovica je udaljena od gradske vreve što omogućuje mještanima bavljenje vrtlarstvom. Zbog divljih svinja koje nisu autohtone u Istri, nego su ubačene radi lovno-gospodarske osnove, mještanima prave goleme štete, jer u potrazi za hranom, dolaze noću do samih kuća i ostavljaju pustoš u povrtnjacima, vinogradima i maslinicima.